# Кодекс Чимальпопоки
Кодекс Чимальпопоки — рукопись начала XVII века, памятник литературы ацтеков, записанный на науатль латиницей, и восходящий к доиспанским прототипам. Несколько частей этого ацтекского кодекса, в частности «Легенда о Солнцах» переведены на русский язык специалистами по доколумбовым цивилизациям Виктором Талахом и Сергеем Куприенко (Украина, Киев, 2014).

## Документ
Падение ацтекской государственности в 1521 году нанесло огромный удар по литературной традиции центральномексиканских индейцев, однако полностью не уничтожило её. В течение XVI века появился ряд литературных памятников, записанных на науатль латиницей и несомненно восходящих к доиспанским прототипам.
По меньшей мере два из них содержатся в манускрипте, известном в настоящее время как «Кодекс Чимальпопоки». Рукопись в тетради из 43 листов размером 15 на 22 см была создана, по всей видимости, в первые десятилетия XVII века. Кто был инициатором создания сборника — неизвестно. Обстоятельство, что большую его часть занимает летопись, касающаяся селения Куаутитлан (к северо-западу от Мехико), а уроженцы Куаутитлана Алонсо Бехарано и Педро де Сан-Буэнавентура занимали видное положение среди преподавателей знаменитого Императорского и Папского Коллегиума Святого Креста в Тлателолько, привело к предположению, что сборник был создан в Коллегиуме, однако эта гипотеза ничем больше не подтверждается. Более определённо на происхождение рукописи указывают листы, содержащие генеалогию знаменитого мексиканского историка Фернандо де Альва Иштлильшочитля (1578? — 1650). Можно предположить, что именно по его заказу была сделана копия с утраченной первоначальной рукописи или рукописей. После смерти историка манускрипт, вместе с остальными его бумагами, по всей вероятности, оказался в руках Луиса де Гонгоры-и-Арготе, затем у его племянника, знаменитого эрудита Карлоса де Сигуэнсы-и-Гонгоры, от которого попал в библиотеку иезуитского Великого Коллегиума Святых Петра и Павла в Мехико. Там в середине XVIII века тетрадь видел Лоренцо Ботурини Бенадуччи, указавший, что она происходит из бумаг Иштлильшочитля. Дальнейшая судьба рукописи известна эпизодически. В конце XVIII века ею владел знаток мексиканских древностей Антонио де Леон-и-Гама [Antonio de León y Gama], снявший копию, ныне хранящуюся в Национальной Библиотеке Франции в Париже. В первой половине XIX века владельцем рукописи был другой мексиканский эрудит, Фаустино Галисиа Чимальпопока, у которого в 1849 году тетрадь, по всей видимости, приобрел ещё один известный любитель и знаток доколумбовых древностей, Шарль-Этьен Брассёр де Бурбур (на титульном листе сборника он записал название «Кодекс Чимальпопоки» с объяснением, в честь кого оно дано). Наконец, в конце XIX века кодекс оказался в коллекции древностей Исторического Архива Национального Института антропологии и истории в Мехико под номером 159. Увы, проверка фондов архива установила, что в 1949 году рукописи там уже не было. Её нынешнее местонахождение неизвестно. Остались парижская копия Леона-и-Гамы и частичное факсимильное издание, осуществленное в 1945 г. Примо Фелисиано Веласкесом.

## Содержание
По содержанию «Кодекс Чимальпопоки» делится на три части. Первые 68 страниц занимает упомянутая уже «Летопись Куаутитлана», излагающая события от «сотворения мира» до 1563 года, с добавлениями, сделанными в 1570 г. На следующих трех листах приводится составленное по-испански сочинение индейского священника Педро Понсе де Леона (1546?—1628?) «Краткое сообщение о богах и обрядах язычества» («Breve relación de los dioses y ritos de la gentilidad»). Наконец, страницы с 75 по 84 занимает текст, которому мексиканский исследователь начала XX века Ф. де Пасо-и-Тронкосо дал название «Легенда о Солнцах».

## Издания

### На русском языке
- Сказания о Солнцах. Мифы и исторические легенды науа / Ред. и пер. С. А. Куприенко, В. Н. Талах.. — Киев: Видавець Купрієнко С.А., 2014. — 377 с. — ISBN 978-617-7085-11-8.